# ATMエラー
ATMエラー（エーティーエムエラー）は、2012年のタイ映画である。ジャンルはロマンティック・コメディ。リリース直後にタイで史上最高の売上を記録した映画の1つである。

## あらすじ
日系の銀行であるJNBC銀行では、不正防止のため社内恋愛が禁止されており、交際が発覚するとカップルの少なくとも片方が退職に追い込まれている。ATM部に務めるスア(チャンタウィット・タナセーウィー)とATM部副部長のジブ(プリーチャヤー・ポンタナーニコン)は、そんな中5年間慎重に付き合ってきた。交際を隠さなければならないことと、それにも関わらず他人の交際を指摘しなければならないことに不満を感じたスアとジブは結婚することにし、2011年10月31日に結婚披露宴の予約を入れる。しかし、どちらも自分が辞職する気はなかった。
ある日、チョンブリにある銀行のATMの1つでソフトウェアエラーが発生する。日本語で作られたアプリでのソフトアップデートのミスで起きたそれは、ATMが誤動作で、指定した額の2倍を出金すると言うものだった。 プー(タワット・ポーンラタナプラスート)とペット(Chalermpol Tikumporntheerawong)の2人の貧しい男性の会話を通じて、話は急速に広まり、ATMにはサッカーのサポーターが恍惚として群がることになった。そして、機械が停止するまでに13万バーツが余計に引き出されることになった。
タイスキの店で背中合わせに食事をしたジブとスアは、ATMから余計に引き出されたお金を回収したほうが会社に残り、もう一方が辞職するという条件の賭けに合意する。そして両者は勝つために徹底的な手段に出る。ジブは推論によって引き出した者を探し出そうとする。スアはより非正統的な方法を思いつく。警察官の制服を着ておもちゃの手錠を買い、警察官になりすましたのだ。
サッカー練習の手伝いをしているプーはATMからの出金をオートバイ購入の頭金にあて、ソンテウ運転手のペットはそれで自分の金歯を買っていた。チョンブリーに着いたスアはすぐに彼らと出会い、協力して引き出された金を取り戻そうとしたが、彼らがまさに金を引き出して余分の現金を得た者であることには気がついていなかった。一方、ジブは、不可思議なATMの利用ログから、ATMの恩恵を受けた人の1人がアマラ(Puttachart Pongsuchart)であることを見抜く。洗濯屋を営んでいる彼女は、そのお金を使って新しい洗濯機を購入していたが、アマラはジブへの自白を拒否する。ジブを尾行してアマラの犯行に気がついたスアは、アマラの娘、ゴブ(サナンタチャット・タナパットピサーン)と出会うが、ゴブはスアに一目惚れしてしまう。スアは彼女がそれまでプーと付き合っていたことを知らず、結婚写真をゴブと撮ることでアマラの監視とジブへ金を渡さないことへの協力を取りつける。ゴブとの結婚写真撮影現場はプーに目撃され、ゴブが別れを告げたことで、プーは買ったオートバイを放り出して去ってしまう。
ゴブからオートバイの購入資金の話を聞いたスアはプーが、銀行で介抱した時に不自然にATMの話を否定したことを聞いたジブはペッドが、それぞれ機能不全のATMから現金を引き出した2人であることを知り、さらにそれぞれがもう一人の犯行を告げることで、アマラのものと合わせて総計11万バーツの不正出金を突き止める。さらに彼らはログから、支店長のPakorn Kulareeboriboon(Pongkool Suebsung)が彼らの直後にATMから2万バーツを引き出したことを発見し、彼にもそれぞれ自白を強要する。しかし、彼はATMの復旧後に期待して2万バーツを下ろしていただけで、実際に不正な払い出しは行なわれていなかった。
実際に2万バーツをATMから引き出していたのは、彼らの直前にATMを使っていたサム巡査部長(Anna Chuancheun)だった。スアは、PCに保存されていたIDカードから、サムが自分の社用車がレッカー移動されたときに彼に直面したのと同じ警察官であり、以前に農場でスアを追いかけたワニの所有者でもあることを知る。スアはサムの家で対峙するためにモデルガンを購入した直後、警官を装ったとして逮捕・投獄されてしまう。
スアが刑務所から釈放されたとき、ジブもスアが変更したPCのパスワードを解読してサムの情報を手に入れていた。スアはジブにサム巡査部長の飼っているワニについて警告するが、ジブはスアが彼女をだましていると無視してサムの家に向かう。スアは、ジブを救うために、プー、アマラ、ゴブと共にペットのソンテウで向かう。果たしてジブはワニに襲われそうになり、物音を聞きつけたサムに銃口を向けられる。スアのモデルガンは全く役に立たなかったが、サムの銃が暴発し、ワニのジャックに被弾してしまう。ジャックは急いで病院に運ばれたが助からない。ジャックの死を嘆くサムを見て、元々妻であったアマラは呆れる。ジャックの医療費は壊した設備の修理代を含めてひどく高額なものになっており、ジブは彼らに代わってそれを支払うことを決める。プーとゴブも和解する。
サムが引き出した金はジャックを飼うために使われており、プー、ペット、アマラを含めた皆が引き出したお金を使いきっていて、スアとジブはそのままでは金を回収できないことに気がつく。ジブは彼らの自白を録音しており、逡巡しつつもこれを証拠に法廷闘争に持ち込むよう進める。いっぽう、スアは「ローンで払わせた」と称して、自分の持っていた金から13万バーツを立て替えて銀行に返し、法廷闘争を未然に防ぐ。彼が持っていたこの金は、ジブとの披露宴に使うものだったため、ジブは不満を持ち、別れるとしてスアと大喧嘩になる。さらに、インターンの特権でジブを口説いていたヨー(Gornpop Janjaroen)に、ジブとスアの交際が発覚してしまう。ヨーの父でもあるATM部長(Yanee Tramoth)に問い詰められたジブは、仕事を辞め、スアとも別れる。
披露宴が開かれることになっていた10月31日、スアとジブは、ハロウィーンパーティーが行われていたそのホテルで偶然再会する。最後に2人は短い小競り合い、和解、そしてキスをする。

## キャスト
- チャンタウィット・タナセーウィー - スア(เสือ)
- プリーチャヤー・ポンタナーニコン - ジブ(จิ๊บ)
- Anna Chuancheun - サム(แซม)巡査部長
- Pongsatorn Jongwilak - プアック(เผือก)
- Puttachat Pongsuchat - アマラ(อัมรา)
- Thawat Pornrattanaprasert - プー(ปื๊ด)
- サナンタチャット・タナパットピサーン - ゴブ(กอล์ฟ)
- Chaleumpol Tikumpornteerawong - ペット(แป๊ด)
- GornpopJanjaroen - ヨー(โย)
- Yanee Tramoth - ATM部長(หัวหน้า)
- Pongkool Suebsung - チョンブリー支店長のPakorn Kulariboriboon(ปกรณ์ คุลารีบริบูรณ์)

他に、多くの有名なタイのサッカー選手などの人物が映画にカメオ出演している。

## 公開
映画のリリースから4週間以内に、 ATMエラーは1億5,000万バーツ以上の収益を上げ、タイで史上7番目の売上高を記録した映画となり、2013年に愛しのゴーストに抜かれるまでGTHで最も売上高の高い映画ともなった。

## 受賞
- ノミネート–タイ国立映画協会賞、主演女優賞（ Preechaya Pongthananikorn ）、2013年[2]
- 受賞–バンコク評論家会議、トップグロス映画賞、2013年[3]

- ノミネート–大阪アジアン映画祭、最優秀監督賞（Mez Tharatorn）、2013年